# 珠機城際鐵路
珠机城际铁路，全称「珠海市区至珠海机场城际轨道交通」，为广珠城际铁路延长线。第一期由珠海站至珠海长隆站，于2020年8月18日开通；第二期延伸至珠海机场站，於2024年2月3日開通。

## 历史

### 建设

#### 一期
2012年7月19日，珠机城际拱北至横琴段环评报告公示。
2014年1月20日，拱北至横琴段工程正式动工。2015年9月21日，首台盾构机下井始发。
2018年11月19日，珠机城际一期右线隧道贯通；一个月后，全线隧道贯通。
2022年，珠机城际铁路一期工程获该年度国家优质工程奖。

#### 二期
2018年3月16日，珠机城际横琴至机场段暨金海大桥开工仪式举行。同年7月，二期开始主体施工。
珠机城际二期的三灶段原计划填海。由于国务院在2018年停止新增围海项目审批，加上珠海经历颱風天鴿的破坏后规划加固沿海海堤，故相关部门决定将该段的填海工程改为建设跨海桥梁，从而减少影响生态，同期进行海堤加固工程。2019年5月，珠机城际二期补充海洋环境影响报告获批。
2021年3月18日，上牛角隧道贯通。2022年5月29日，鶴洲以東引橋部分全面贯通。9月5日，金海大桥主跨钢梁顺利合龙。
2022年11月5日晚18时28分，二期首对400米长钢轨顺利落入承轨槽内，项目顺利进入长钢轨铺设阶段。2023年7月上旬，二期首条接触线成功架设。
2023年7月23日，金海大橋全线贯通。9月20日，二期信号专业首件工程顺利通过定标验收。10月29日，二期完成长钢轨铺设。12月初，完成接触网全线送电测试，并于7日开始冷滑试验。12月23日，全线完成热滑试验。

### 运营
2019年11月1日，珠机城际一期开始联调联试。2020年8月18日，珠機城際一期開通。
為配合珠機城際二期聯調聯試和運行試驗要求，珠海長隆站自2023年12月19日起暫停辦理客運服務，原在珠海长隆站始发终到的列车臨時调整至横琴站。12月26日，全线开始联调联试。
2024年2月3日，二期开通运营。
珠机城际有四个车站位于横琴岛。因应横琴岛全域被划入横琴粤澳深度合作区并于2024年3月1日封关运行，横琴站和珠海长隆站增设了“二线”通道海关作业场所，横琴北站和井湾站则因未设海关作业查验设施而自2024年2月26日起暂停客运服务。
2025年1月，珠机城际启用“车票当日一次有效”的“公交化”运营举措。乘客无需提前买票，可使用支付宝“12306小程序乘车码”直接刷码进站。进站后可乘坐任意一个车次，不对号入座。出站时再次扫描乘车码，系统会根据乘客进出站点自动扣费。

## 车站
| 车站名称 | 换乘线路       | 启用日期      | 车站位置           | 车站位置           | 规模   |
| --- | -------------- | ------------- | ------------------ | ------------------ | ------ |
| 珠機城際鐵路 |                |               |                    |                    |        |
| 珠海 | 广珠城际铁路   | 2020年8月18日 | 珠海市             | 香洲区             | 5台8线 |
| 湾仔北 |                | 2020年8月18日 | 珠海市             | 香洲区             | 1台2线 |
| 湾仔 |                | 暂未开通      | 珠海市             | 香洲区             | 1台2线 |
| 十字门 |                | 2020年8月18日 | 珠海市             | 香洲区             | 1台2线 |
| 横琴北 |                | 2020年8月18日 | 横琴粤澳深度合作区 | 横琴粤澳深度合作区 | 1台2线 |
| 横琴 | 横琴站：橫琴線 | 2020年8月18日 | 横琴粤澳深度合作区 | 横琴粤澳深度合作区 | 2台4线 |
| 珠海長隆 |                | 2020年8月18日 | 横琴粤澳深度合作区 | 横琴粤澳深度合作区 | 1台2线 |
| 井湾 |                | 2024年2月3日  | 横琴粤澳深度合作区 | 横琴粤澳深度合作区 | 2台2线 |
| 鹤洲南 |                | （预留站）    | 珠海市             | 金湾区             | 2台4线 |
| 三灶东 |                | 2024年2月3日  | 珠海市             | 金湾区             | 2台2线 |
| 珠海机场 |                | 2024年2月3日  | 珠海市             | 金湾区             | 2台4线 |
| - 以斜体标识的车站及线路均未投入服务。 - 横琴北站和井湾站自2024年2月26日起暂停服务；湾仔站已建成但未曾启用，鹤洲南站尚未建成。 |                |               |                    |                    |        |

## 营运
珠機城際目前仅往返珠海站和珠海机场站的本线S字头列车运营，此前曾有往返广州南站和珠海机场站的C字头列车运营。

### 本线车
来往珠海站（拱北）至长隆站（横琴）之间的动车组列车自2020年8月18日起随广珠城际铁路开通运营而开行。当时开行42对动车组列，停靠珠机城际所有车站（珠海站、十字门站、横琴北站、横琴站、珠海长隆站）。车次使用代表城际列车的C字头，尾号为单数往珠海长隆方向，相反尾号为双数往珠海站方向。2023年12月19日起，为配合珠机城际二期联调，珠海長隆站暫停辦理客運服務，所有列车调整至横琴站始发终到。
2024年1月10日全国铁路季度调图后，珠海-横琴列车共开行25对，车次调整为S字头，由S3819/20次至S3867/68次，并使用8辆、4辆编组。
2024年2月3日，珠机城际二期开通，来往珠海至珠海机场的S字头列车共开行36对。大部分列车停靠所有车站，全程54分钟；小部分列车仅停靠横琴站和珠海长隆站，全程36分钟。2024年8月20日起，珠机城际S字头列车支持购买铁路12306提供的计次月票。
2024年11月珠海航展期间，大量乘客通过本线来往航展场地，本线亦加开17.5对8编组列车和1对4编组列车以疏导客流，沿线各站均创下开通以来乘客到发数量新高。
2025年1月5日全国铁路季度调图后，珠机城际共开行42.5对列车，当中首次增开一趟在横琴折返的列车；而S字头列车同日启用在当日不限车次、不对号入座的“公交化”运营模式。

### 跨线车
2021年6月25日全國鐵路季度調圖後，珠机城际首次增开由珠海长隆站至佛山西站的跨线车，每日一对，车次为C7787/7798。该车次自开办以来，曾数次因疫情、天气或车辆调度原因暂停服务。2023年末，车次取消。
2024年1月10日全國鐵路季度調圖後，横琴站增开了往返广州南站的列车班次，途经珠海站、中山北站、中山站、小榄站、顺德站等站点。在实施过渡期列车运行图期间，广州南站至横琴站跨线列车开行9对，均为“C76”打头的车次，经由广珠城际、珠机城际线运行。珠机城际二期开通后，铁路部门于2月5日开行往返珠海机场与广州南站的C字头广珠城际直通列车，全程最快113分钟，班次减少至早晚各1对，不久后再调整至早晚各2对。
珠海当局曾计划向广铁集团申请增开广州南站直通横琴站或珠海机场站的列车。由于列车需在珠海站换向，停留在该站的时间会较其他站长，铁路部门认为推行珠机城际“公交化”运营及优化珠海站换乘流线的方式更能提高运行效率。2024年6月调图后，珠海机场往广州南站的C7618、C7620次列车缩短至珠海站。2024年11月珠海航展期间，铁路部门临时加开了数对往返于广州南站和珠海机场站的列车。2025年1月调图后，广州南站往珠海机场站的C7601、C7603次列车缩短至珠海站。至此珠机城际日常情况下不再有跨线列车开行。

## 使用列车
目前城际动车组列车均使用配属广州局集团广州动车段广珠城际动车运用所的CRH6A电力动车组。该列车由中车广东轨道交通车辆有限公司制造，共有9列，时速200公里，于2019年11月20日交付。